# Sphecodes levicinctus
Sphecodes levicinctus är en biart som beskrevs av Cockerell 1936. Sphecodes levicinctus ingår i släktet blodbin, och familjen vägbin. Inga underarter finns listade i Catalogue of Life.